# 태풍 난마돌 (2011년)
태풍 난마돌(태풍 번호: 1111, JTWC 지정 번호: 14W, 국제명: NANMADOL)는 2011년 북서태평양에서 발생한 11번째 태풍으로 태풍의 영향을 받은 필리핀과 대만, 중국에 큰 피해를 냈다. '난마돌'은 미크로네시아에서 제출한 이름이며 유적지를 의미한다.

## 태풍의 진행

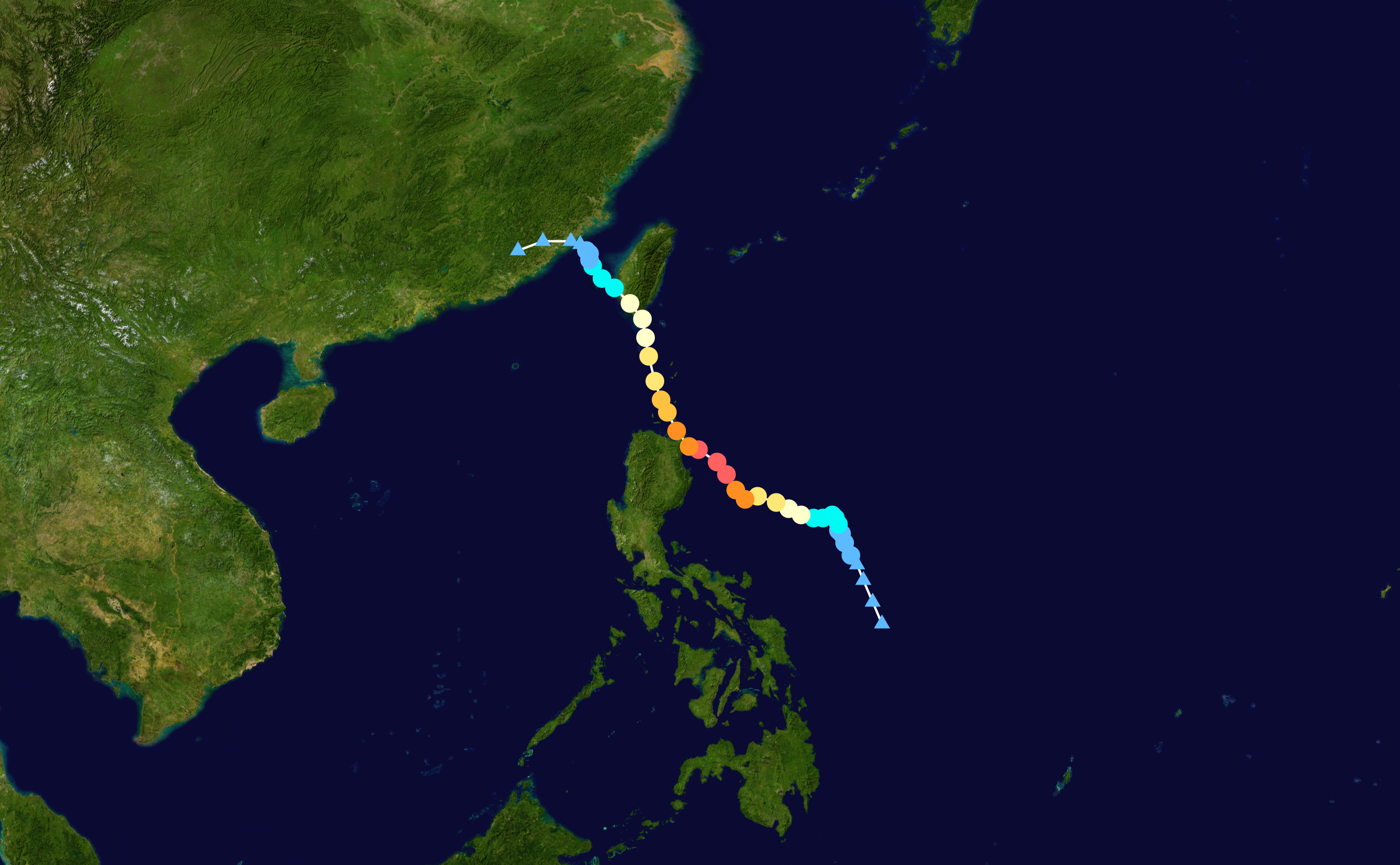
태풍 난마돌의 이동 경로

8월 19일 열대요란에서 21일 열대저기압으로, 8월 23일 오후 9시에 중심 기압 996 hPa, 최대 풍속 19 m/s, 강풍 반경 200 km 열대저기압(TD)에서 강도 '약', 크기 '소형'의 태풍(열대폭풍,TS)이 발생하였다. 발생 이후 기상 예보관들은 북동진하여 일본 류큐 열도 부근까지 도달할 것으로 예상했으나, 태풍은 서진하면서 빠르게 발달하기 시작했다. 8월 24일 오후 3시에 중심기압 985 hPa, 최대풍속 27 m/s, 강풍 반경 280 km 강도 '중', 크기 '소형'의 태풍(강한 열대폭풍,STS)으로 발달했다. 이어서 25일 오후 3시에는 중심기압 965 hPa, 최대풍속 38 m/s, 강풍 반경 300 km 강도 '강' 크기 '중형'의 태풍이 되면서 태풍으로서의 최고 단계인 TY로 격상되었다. 태풍은 서진을 계속 한 채 26일 오전 3시에 중심기압 945 hPa, 최대풍속 45 m/s, 강풍 반경 350 km를 기록하며 중형의 매우 강한 태풍이 되었으며 같은 날 오전 9시에는 중심기압 935 hPa, 오후 3시에는 중심기압 925 hPa을 기록하며 최성기가 되었으며, 태풍의 최성기를 유지하였다. 이후 27일 오전 루손섬 북동쪽을 스치듯이 지나갔으며, 태풍은 28일 오전 3시에 중심기압 970 hPa, 최대풍속 36 m/s 강도 '강'의 태풍으로 약화된 채 북진하면서 타이완 방향으로 향했다. 같은 날 오전 9시에는 중심기압 975 hPa, 최대풍속 32 m/s, 강풍반경 300 km 중형의 강한 열대폭풍(STS) 상태로 타이완에 도달하고 북서진한 채 타이완을 통과했다. 이후 29일 오후 9시 중심기압 992 hPa, 최대풍속 22 m/s, 강풍반경 200 km 소형의 열대폭풍(TS)로 급격히 약화된 채 대만 해협을 통과한 뒤 31일 오전 9시 중국 남부지역에 상륙한 뒤 열대저기압으로 약화, 소멸되었다.

## 피해

### 필리핀
- 33명 사망, 37명 부상
- 피해 금액 33,158,317 달러

### 대만
- 1명 사망
- 3만 세대 전기공급 중단
- 경제손실 2,600,000 달러

### 중국
- 2명 사망, 20명 부상
- 가옥 110채 파괴
- 피해 금액 68,893,194 달러

## 같이 보기
- 2011년 태풍